# 娄婧
娄婧（1988年—），是一位華籍黑人。
因參加東方衛視的選秀節目《加油！東方天使》，後來以自身實力晉身前五名引起關注。婁婧的父親據稱是非洲裔美國人，母亲是上海人。生父在她出生前就離開了，也並不知道其母亲懷孕的事。母女兩人從此便相依為命。

## 爭議
婁婧似乎因為種族與膚色的問題引發爭議，遭受大量的中國網民抨擊，被譏成小黑鬼。香港專欄作家陶杰指出，“一名中国妇女和一位黑人的孩子触碰了引起中国人歧视的所有底线”。